# Aéroport d'Alicante-Elche
 (janvier 2017).
L'aéroport d'Alicante-Elche (code IATA : ALC • code OACI : LEAL) est situé en Espagne, à neuf kilomètres au sud-ouest d'Alicante et à dix kilomètres d'Elche. Il se trouve à l'entrée de la Costa Blanca.

## Situation
L'aéroport se trouve à 8 km au sud-ouest d'Alicante. Il est situé dans la municipalité d'Elche, à 10 km à l'est du centre-ville, entre les districts de Torrellano et d'El Altet.
| \| 100 km1:11 216 000 \| Alicante Almería Andorre Badajoz Barcelone Bilbao Burgos León Castellón · de la Plana Ceuta Gérone Grenade Ibiza Jerez La Corogne Lleida Logroño Madrid Málaga Melilla Minorque Murcie Oviédo Palma de · Majorque Pampelune Reus Sabadell Saint-Jacques Saint-Sébastien Salamanque Santander Saragosse Séville Valence Valladolid Vigo Vitoria |
| 100 km1:11 216 000 |

Voir les Îles Canaries

## Fréquentation
En 2022, l'aéroport a été fréquenté par 13 202 880 passagers, pour un total d'environ 106 000 mouvements d'avions et son utilisateur type est une compagnie aérienne à bas prix. L'aéroport marché très bien puisqu'il se place à la cinquième place du classement des aéroports les plus fréquentés d'Espagne,.

## Histoire
L'aéroport a été inauguré en 1967. Depuis son ouverture, il a été rénové plusieurs fois, la dernière rénovation importante datant de 1996. Un troisième terminal a été inauguré en avril 2011,.

## Compagnies aériennes et destinations
| Compagnies                    | Destinations |
| ----------------------------- | --- |
| Aer Lingus                    | En saison : Dublin |
| Air Algérie                   | Alger-Houari-Boumédiène |
| airBaltic                     | En saison : Riga |
| Air Europa                    | Madrid-Barajas, Palma de Majorque En saison : Ténériffe-Nord |
| British Airways               | Londres-Gatwick En saison : Southampton |
| Brussels Airlines             | Bruxelles-National |
| Condor                        | En saison : Düsseldorf, Francfort, Munich-F. J. Strauß |
| easyJet                       | - Amsterdam, - Belfast, - Bristol, - Édimbourg, - Glasgow, - Liverpool-J.-Lennon, - Londres-Gatwick, - Londres-Luton, - Manchester En saison: Birmingham, Nice-Côte d'Azur |
| easyJet Switzerland           | Bâle-Mulhouse, Genève-Cointrin |
| Eurowings                     | Berlin-Brandebourg, Düsseldorf En saison : Cologne/Bonn-K. Adenauer, Dortmund, Hambourg-H.-Schmidt, Prague-Václav-Havel, Stuttgart |
| Finnair                       | Helsinki-Vantaa |
| Helvetic Airways              | En saison : Berne-Belp |
| Iberia                        | Ibiza, Madrid-Barajas En saison : Las Palmas/Gran Canaria, Nador, Palma de Majorque, Ténériffe-Nord, Vigo-Peinador |
| Icelandair                    | Reykjavik-Keflavík |
| Jet2.com                      | - Belfast, - Birmingham, - Bristol, - East Midlands, - Édimbourg, - Glasgow, - Leeds-Bradford, - Londres-Stansted, - Manchester, - Newcastle |
| KLM                           | Amsterdam |
| Lufthansa                     | Francfort En saison : Munich-F. J. Strauß |
| Norwegian Air Shuttle         | - Ålesund, - Bergen, - Copenhague-Kastrup, - Göteborg, - Helsinki-Vantaa, - Oslo-Gardermoen, - Sandefjord-Torp, - Stavanger, - Stockholm-Arlanda, - Trondheim En saison : Aalborg, Haugesund-Karmøy, Stockholm-Skavsta - Nyköping |
| Play                          | Reykjavik-Keflavík |
| Ryanair                       | - Aberdeen-Dyce, - Belfast, - Bergame-Orio al Serio, - Billund, - Birmingham, - Bournemouth, - Brême, - Bristol, - Charleroi Bruxelles-Sud, - Cologne/Bonn-K. Adenauer, - Copenhague-Kastrup, - Cork, - Cracovie-Jean-Paul II, - Dublin, - East Midlands, - Édimbourg, - Eindhoven, - Exeter, - Fès-Saïss, - Gdańsk-L. Wałęsa, - Glasgow, - Glasgow Prestwick, - Göteborg, - Hambourg-H.-Schmidt, - Francfort-Hahn, - Helsinki-Vantaa, - Ibiza, - Karlsruhe/Baden-Baden, - Kaunas, - Klagenfurt, - Lanzarote-Arrecife, - Leeds-Bradford, - Lisbonne-H. Delgado, - Liverpool-J.-Lennon, - Łódź-W. Reymont, - Londres-Gatwick, - Londres-Luton, - Londres-Stansted, - Maastricht-Aix-la-Chapelle, - Manchester, - Marrakech-Ménara, - Marseille-Provence, - Memmingen, - Milan-Malpensa, - Newcastle, - Newquay Cornouailles, - Palma de Majorque, - Paris-Beauvais, - Porto-F. Sá-Carneiro, - Poznań (Posnanie)-H. Wieniawski, - Sandefjord-Torp, - Saint-Jacques-de-Compostelle, - Santander-S. Ballesteros, - Séville-San Pablo, - Shannon, - Stockholm-Arlanda, - Durham Tees Valley, - Ténériffe-Nord, - Tétouan-Sania R'mel, - Toulouse-Blagnac, - Trévise-Sant'Angelo, - Varsovie-Chopin, - Varsovie-Modlin (Mazovie), - Vienne-Schwechat, - Vitoria-Gasteiz, - Weeze, - Wrocław-N. Copernic En saison : - Bari-Karol Wojtyła, - Berlin-Brandebourg, - Bologne-Borgo Panigale, - Kerry-Killarney, - Knock-Irlande Ouest, - Minorque-Mahón, - Paderborn-Lippstadt, - Pardubice (en), - Rome Léonard-de-Vinci/Fiumicino, - Stockholm-Västerås (Hasslo), - Turin S.-Pertini (Caselle), - Växjö Småland |
| Scandinavian Airlines         | Copenhague-Kastrup, Göteborg, Oslo-Gardermoen, Stockholm-Arlanda En saison : Bergen, Kristiansand, Stavanger, Trondheim |
| Swiss International Air Lines | En saison : Genève-Cointrin |
| TAP Air Portugal              | Lisbonne-H. Delgado |
| Transavia                     | Amsterdam, Bruxelles-National, Eindhoven, Rotterdam-La Haye |
| Transavia France              | En saison : Paris-Orly |
| TUI Airways                   | - Birmingham, - Cardiff-Rhoose, - East Midlands, - Glasgow, - Manchester, - Newcastle En saison : Londres-Gatwick |
| TUI fly Belgium               | Anvers, Bruxelles-National, Liège-Bierset, Ostende-Bruges |
| Volotea                       | Bilbao, Oviédo-Asturies En saison : Bordeaux-Mérignac, Luxembourg-Findel, Lyon-Saint-Exupéry, Nantes-Atlantique |
| Vueling                       | - Amsterdam, - Barcelone-El Prat, - Bilbao, - Bruxelles-National, - Cardiff-Rhoose, - Copenhague-Kastrup, - Lanzarote-Arrecife, - Las Palmas/Gran Canaria, - Londres-Gatwick, - Oviédo-Asturies, - Palma de Majorque, - Paris-Charles de Gaulle, - Paris-Orly, - Rome Léonard-de-Vinci/Fiumicino, - Saint-Jacques-de-Compostelle, - Ténériffe-Nord, - Zurich En saison : Ibiza |
| Wideroe                       | Bergen |
| Wizz Air                      | Bucarest-H. Coandă, Budapest-Ferenc Liszt, Cluj-Napoca, Sofia-Vrajdebna, Varsovie-Chopin |